# 321

321(삼백이십일)은 320보다 크고 322보다 작은 자연수다.

## 수학
- 합성수로, 그 약수는 1, 3, 107, 321이다. 진약수의 합은 111이므로, 321은 부족수다.
  - 102번째 반소수다. 앞의 반소수는 319, 다음 반소수는 323이다.

## 과학
- NGC 321(영어판): 고래자리 방향에 있는 타원은하.

## 교통

### 항공
- 에어버스 A321

### 철도
- 수도권 전철 3호선 연신내역의 역번호.
- 대구 도시철도 3호선 팔달역의 역번호.

### 도로
- 일본 321번 국도(일본어판): 고치현 시만토시에서 도사시미즈시까지 이어지는 일본의 국도.
- 현도 제321호선

## 군사
- U-321(영어판, 독일어판): 제2차 세계 대전에 사용된 나치 독일의 군용 잠수함.

## 문화유산
- 대한민국의 국보 제321호: 문경 대승사 목각아미타여래설법상
- 대한민국의 보물 제321호: 봉은사 청동 은입사 향완
- 대한민국의 사적 제321호: 보령 죽도 해저유물 매장해역

## 방송
- U+ TV의 KBS 키즈 채널 번호.
- KT HCN의 채널뷰 채널 번호.

## 기타
- 날짜: 3월 21일
- 연도: 321년, 기원전 321년